# Великие Мацевичи
Великие Мацевичи (укр. Великі Мацевичі) — село в Староконстантиновском районе Хмельницкой области Украины.
Население по переписи 2001 года составляло 603 человек. Почтовый индекс — 31116. Телефонный код — 3854. Занимает площадь 2,133 км². Код КОАТУУ — 6824281001.

## Местный совет
31116, Хмельницкая обл., Староконстантиновский р-н, с. Великие Мацевичи